# Za Przyszłość
Za Przyszłość (ukr. За майбутнє) – ukraińska partia polityczna blisko związana z ukraińskim oligarchą Ihorem Kołomojskim. Zarejestrowana 18 lipca 2008 roku jako Ukraina Przyszłości, 20 maja 2020 roku zmieniła nazwę na Za Przyszłość. Powstała na bazie 22-osobowej grupy parlamentarnej Za Przyszłość. Na czele partii stoi były szef Odeskiej Obwodowej Administracji Państwowej (2014–2015) i Wołyńskiej Rady Obwodowej (2015–2019) Ihor Pałycia.

## Ukraina Przyszłości
Partia powstała 16 grudnia 2007 roku, a zarejestrowana przez Ministerstwo Sprawiedliwości została 18 lipca 2008 roku. Struktury partyjne powstały we wszystkich obwodach Ukrainy. Program partii opierał się na naukach filozoficznych ukraińskiego humanisty Hryhorija Skoworody i wartościach takich jak sumienie, solidarność, własność, przyszłość, teraźniejszość, dziedzictwo historyczne. W polityce zagranicznej partia koncentrowała się na pełnym członkostwie Ukrainy w Unii Europejskiej i statusie pozablokowym. Na czele partii stał Andrij Pawlenko.
24 lipca 2010 roku na czele partii stanął Światosław Olijnyk, pozafrakcyjny poseł Rady Najwyższej V i VI kadencji z list Bloku Julii Tymoszenko, przewodniczący podkomisji ds. ustawodawstwa karnego procesowego komisji sprawiedliwości Rady Najwyższej Ukrainy.
W wyborach samorządowych w 2010 roku Olijnyk ubiegał się o stanowisko mera Dniepropetrowska i zajął drugie miejsce, przegrywając z wieloletnim zarządcą miasta Iwanem Kuliczenką. Do lokalnych rad obwodu dniepropetrowskiego weszło wówczas 39 deputowanych partii, w tym 4 radnych Dniepropetrowskiej Rady Obwodowej.
W 2012 roku partia po raz pierwszy wzięła udział w wyborach parlamentarnych, wystawiając kandydatów zarówno z list partyjnych, jak i w okręgach jednomandatowych. Nie przekroczyła jednak progu wyborczego 5% i nie wprowadziła ani jednego posła do Rady Najwyższej VII kadencji.
W 2014 roku Ukraina Przyszłości ponownie wystawiła swoich kandydatów w wyborach parlamentarnych nie przekraczając progu wyborczego. W 2016 roku na czele partii stanął Stanisław Nikitin.

## Za Przyszłość
29 sierpnia 2019 roku na pierwszym posiedzeniu Rady Najwyższej Ukrainy IX kadencji utworzono grupę parlamentarną Za Przyszłość, mimo że sama partia nie startowała w wyborach parlamentarnych, które odbyły się miesiąc wcześniej. W jej szeregach znalazło się 23 posłów, którzy w ciągu swojej kariery wielokrotnie zmieniali szyldy polityczne – od nacjonalistycznej Swobody po prorosyjską Partię Regionów. Najbardziej znani z nich to były minister ds. sytuacji nadzwyczajnych Wiktor Bałoha, właściciel sieci sklepów Epicentr K Ołeksandr Hereha, przywódca społeczności bułgarskiej Anton Kisse i sprawujący mandat od czterech kadencji poseł Anton Jacenko. Na współprzewodniczących grupy parlamentarnej wybrano dotychczasowego szefa partii UKROP Tarasa Batenkę i byłego przewodniczącego Partii Odrodzenia Wiktora Bondara. Przeciwko większości spośród 23 posłów toczyły się postępowania antykorupcyjne.
W marcu 2020 roku partia otrzymała jednorazową wpłatę od spółki powiązanej z grupą Prywat ukraińskiego oligarchy Ihora Kołomojskiego. W maju 2020 roku posłowie frakcji parlamentarnej Za Przyszłość ogłosili utworzenie partii o tej samej nazwie na czele z Ihorem Pałycią, zmieniając nazwę dotychczas istniejącej partii Ukraina Przyszłości. Zjazd założycielski partii odbył się 20 maja 2020 roku. Według Ołeksija Rohowyka z ruchu społecznego Czesno partia Za Przyszłość jest rebrandingiem poprzedniej partii Ihora Kołomojskiego UKROP, której finansowanie ustało z końcem 2019 roku. Świadczyć ma o tym między innymi fakt przejścia do partii lidera UKROP-u Tarasa Batenki oraz byłego posła tej partii Ołeksandra Szewczenki. Również dziennikarze śledczy łączą formację z oligarchą Igorem Kołomojskim, choć oficjalnie jej członkowie zaprzeczają temu powiązaniu. Według Romana Romaniuka z „Ukraińskiej prawdy” z działalności partii i grupy parlamentarnej Za Przyszłość faktyczne korzyści czerpie triumwirat złożony z Ihora Kołomojskiego, Ihora Pałyci oraz ministra spraw wewnętrznych z lat 2014–2021 Arsena Awakowa.
Ihor Pałycia, stojący na czele partii, przez lata pracował w przedsiębiorstwach Ihora Kołomojskiego i przyznaje, że jest jego starym przyjacielem. Należąca do oligarchy stacja 1+1 zaangażowała się w promowanie partii Za Przyszłość. Wśród członków partii znajduje się jej były lider Światosław Olijnyk, który był zastępcą Kołomojskiego, gdy ten był przewodniczącym Dniepropetrowskiej Obwodowej Administracji Państwowej.
Pałycia przedstawiając swoje poglądy w 2020 roku zapowiedział, że dąży do zakończenia współpracy z Międzynarodowym Funduszem Walutowym, jest negatywnie nastawiony do George’a Sorosa i opowiada się za zakazem działalności i finansowania jego projektów (tak zwanych „sorosiąt”). Krytykuje także rządy partii Sługa Ludu (rządy Ołeksija Honczaruka i Denysa Szmyhala), ale ma pozytywny stosunek do prezydenta Ukrainy Wołodymyra Zełenskiego.
Przed wyborami lokalnymi w 2020 roku Pałycia wskazał, że kampania samorządowa to początek kampanii do Rady Najwyższej, gdyż „bez parlamentu w Ukrainie nic nie można zrobić”. Po słabym wyniku rządzącej od 2019 roku partii Sługa Ludu w wyborach samorządowych oraz spadku efektywności ekipy sprawującej władzę, wśród ukraińskich publicystów pojawiły się komentarze mówiące o tym, że bez grupy Za Przyszłość utrzymanie samodzielnej większości przez „zielonych” może okazać się niemożliwe. Sugerowano, że w ramach powstania oficjalnej koalicji Pałycia otrzyma stanowiska wicepremiera bądź nawet premiera Ukrainy.
16 lutego 2021 roku grupę parlamentarną Za Przyszłość opuścił Anton Jacenko. 30 marca 2021 roku mandat poselski stracił Ihor Kołychajew, wybrany pół roku wcześniej na mera Chersonia. 8 października 2021 roku zmarł poseł Anton Polakow. Przyczyną śmierci była choroba niedokrwienna serca.

### Struktury lokalne
Zdaniem Wiktora Czerwonenki z „BBC News Ukrajina” lider ugrupowania Ihor Pałycia jest jednym z najbardziej wpływowych polityków na Wołyniu. W 2019 roku miał miejsce tak zwany „wołyński desant” – we wszystkich okręgach wyborczych obwodu wołyńskiego zwyciężyli kandydaci blisko związani z szefem partii.
Partią w obwodzie chmielnickim kieruje poseł i były przedstawiciel Partii Regionów Wiktor Bondar. W obwodzie czerkaskim na czele partii Za Przyszłość stoi mer Czerkas Anatolij Bondarenko, a w obwodzie połtawskim były mer Połtawy Ołeksandr Mamaj, wyrokiem sądu z 2023 roku odwołany ze stanowiska.
W obwodzie zakarpackim na czele partii Za Przyszłość stał właściciel ośrodka narciarskiego Bukowel Ołeksandr Szewczenko. W maju 2022 roku zastąpił go Wiktor Bałoha. W Zakarpackiej Radzie Obwodowej partia reprezentowana jest przez 6 radnych.
W wyborach samorządowych w 2020 roku partia wprowadziła 7 radnych do Zaporoskiej Rady Obwodowej.
Do partii należą także między innymi mer Łucka Ihor Poliszczuk, mer Białej Cerkwi Hennadij Dyki i mer Nikopola Ołeksandr Sajuk.

## Wyniki wyborów

### Wybory do Rady Najwyższej Ukrainy

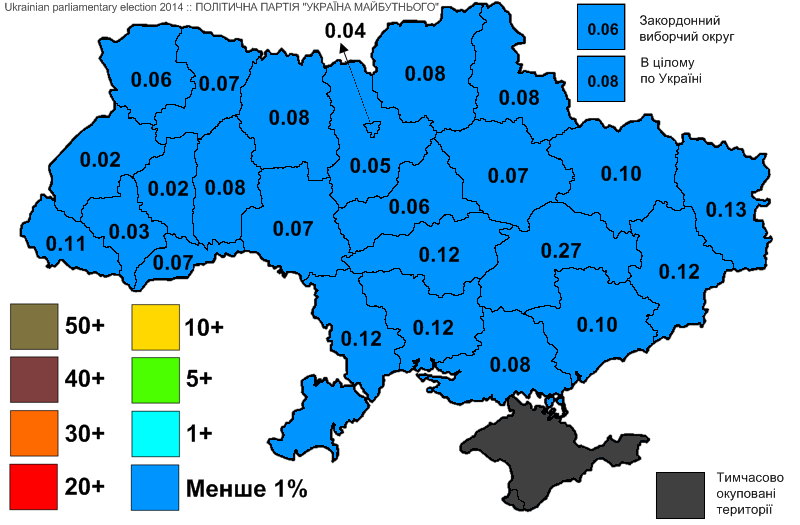
Wyniki wyborów partii Ukraina Przyszłości w wyborach do Rady Najwyższej Ukrainy w 2014 roku

| Wybory | Głosy na listę | % głosów na listę | Mandaty lista/okręgi | Mandaty lista/okręgi | Razem |
| ------ | -------------- | ----------------- | -------------------- | -------------------- | ----- |
| 2012   | 38 544         | 0,19 (15.)        | 0                    | 0                    | 0/450 |
| 2014   | 14 168         | 0,08 (23.)        | 0                    | 0                    | 0/450 |
| 2019   | nie startowała | nie startowała    | nie startowała       | nie startowała       | 0/450 |